# NM50
NM50 ist ein Pop-Punkband aus Düsseldorf. Die Band um Carsten Wischemann (Gesang, Gitarre) trat früher unter dem Namen No Mayers 50 auf, änderte diesen jedoch, da er bei Auftritten oft falsch geschrieben wurde. Neben Frontman Carsten besteht die Band zurzeit aus Mitch (Schlagzeug), Rob (Bass) und Philipp (Gitarre). Phil ersetzte zu Beginn des Jahres 2007 Nico, der aus privaten Gründen die Band verließ. Zuvor war im Frühjahr 2006 bereits Rob neu zur Band gestoßen, der Heiko am Bass ersetzte.
Die Band hat bisher 4 Alben veröffentlicht. Die beiden Alben Summercamp und Hopeless Romatic kann man noch käuflich auf den Konzerten der Band erwerben. Das aktuelle Album Honestly..? ist als erstes Album der Band beim italienischen Label Rude Records erschienen und ist überall im Handel erhältlich. Es wurde neben Deutschland auch bereits in England und Japan (dort durch IN'n'OUT Records) veröffentlicht. Das Debüt-Album First take ist nicht mehr erhältlich, man konnte es im Jahr 2006 allerdings kurzzeitig auf der Homepage der Band kostenlos herunterladen. 
Mit dem Song Girlfriend durften NM50 im Jahr 2004 bei MTV Rockzone als "Heißester Newcomer" auftreten. Zudem stand das Video auch bei VIVA PLUS in der Sendung "Get The Clip" zur Wahl. Weiterhin durften sich NM50 die Bühne unter anderem auch schon mit Die Happy, den Donots und No Use for a Name teilen.

## Diskographie

### Alben
- 2001: First take (nicht mehr erhältlich)
- 2002: Summercamp
- 2003: Hopeless Romantic
- 2006: Honestly...?! (Rude Records)

### Samplerbeiträge
- 2004: Right here waiting (Cover von Richard Marx) für den Sampler Punk Chartbuster Vol. 5

### Videos
- 2003: Every Single Day
- 2004: Girlfriend